# 朝寝鼻貝塚
朝寝鼻貝塚（あさねばなかいづか）は、岡山市北区津島東の岡山理科大学専用道路とその隣接地に所在する縄文時代の遺跡。縄文時代後期前半の貝塚とその下位の層から縄文時代前期の遺物包含層が検出されている。

## 解説
一時期都市化と宅地造成により遺跡の位置が不明確になったが、岡山理科大学専用道路設置に伴う緊急調査によって、その位置と遺跡の実態が把握された。
岡電バス「津島東3丁目バス停」を降りるとすぐに貝塚を説明する看板を見る事が出来る。